# Pablo Ramírez Díaz

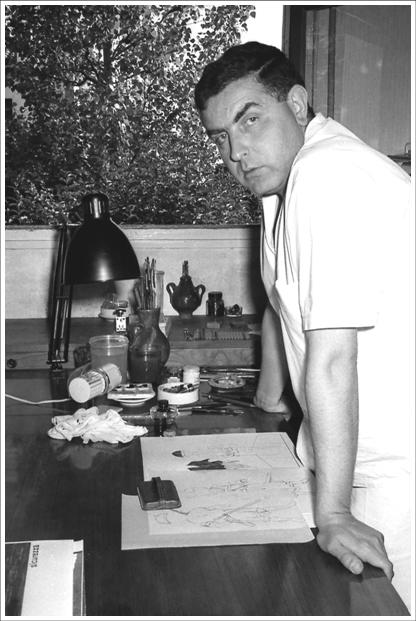
Pablo Ramírez, en su estudio de Masnou (Barcelona, 1965).

Pablo Ramírez Díaz (Linares; 1926-Jaén; 1966) fue un portadista, ilustrador y escritor español de cuentos infantiles. Firmaba sus trabajos como «Pablo» o como «Pablo Ramírez».

## Trayectoria
En 1949 se trasladó a Madrid para cursar estudios de dirección artística en el Instituto de Investigaciones y Experiencias Cinematográficas del Consejo Superior de Investigaciones Científicas. Se inicia en la ilustración con colaboraciones semanales para la madrileña revista Chicas, hasta que en 1953 se trasladó a Barcelona, donde fijó su residencia, con la intención de dedicarse definitivamente a la ilustración gráfica. En Barcelona comenzó realizando anuncios publicitarios para diversas marcas comerciales, pero enseguida recibió encargos de diversas editoriales barcelonesas llevando a cabo ilustraciones y portadas de novelas.
En 1954, inició su colaboración con la editorial Juventud y con la editorial Molino a las que dedicó una buena parte de su trayectoria profesional. A partir de ese momento pudo especializarse en la ilustración de cuentos infantiles, desarrollando una ingente y continuada labor de actualización visual de los cuentos clásicos. Esta labor se complementó además con la realización de portadas e ilustraciones para libros juveniles de Enid Blyton, Malcolm Saville y Richmal Crompton, para novelas de aventuras de Emilio Salgari y Karl May; novelas del Oeste de Zane Grey y novelas policíacas de Agatha Christie, John Dickson Carr y Erle Stanley Gardner, entre muchos otros. También trabajó para otras editoriales como Cervantes, Hymsa, Roma, Cid y Timun Mas.
En 1959 escribió e ilustró Wa O'Ka, su primer cuento que, tras aparecer en España, pronto fue publicado en los Estados Unidos. Desde entonces compaginó el trabajo de ilustrador con el de escritor, obteniendo reconocimientos de importantes organismos. De entre su producción como escritor cabe destacar: El hijo del sheriff (1961), Manuelito, el niño navajo (1963), Robin Hood (1964) o El niño del tiempo (1964). Algunos de sus cuentos como El paje de los Reyes Magos (1964) fueron llevados al cine. Uno de sus más importantes trabajos fue la realización de las ilustraciones del libro Color de Fuego de la escritora Carmen Kurtz galardonado con el Premio Lazarillo de 1964. 
Pablo Ramírez vivió y trabajó en El Masnou, una pequeña población costera al norte de Barcelona, hasta 1966, año en el que falleció como consecuencia de una enfermedad. Tenía treinta y nueve años. A pesar de su temprana desaparición, fue capaz de desarrollar una extensa y diversa producción caracterizada por una profunda renovación del lenguaje gráfico. Apenas dieciséis años bastaron para que su trabajo fuera reconocido y dejara una huella indeleble en el imaginario de varias generaciones de lectores.
El fondo personal de Pablo Ramírez se conserva en la Biblioteca de Catalunya desde el año 2017.